# Cratichneumon vulpecula
Cratichneumon vulpecula là một loài tò vò trong họ Ichneumonidae.